# Michael e Peter Spierig
Michael Spierig (Buchholz in der Nordheide, 29 aprile 1976) e 
 
Peter Spierig (Buchholz in der Nordheide, 29 aprile 1976), noti anche come i fratelli Spierig, sono due gemelli registi, sceneggiatori, produttori cinematografici ed effettisti tedeschi, naturalizzati australiani.

## Biografia
Michael e Peter nascono in Germania da John Spierig e Marianne Nierle. All'età di quattro anni si trasferiscono a Sydney, in Australia, dove passano la loro gioventù. All'età di dieci anni cominciano ad utilizzare la videocamera e a dodici anni dirigono il loro primo cortometraggio. Alla fine degli anni ottanta si trasferiscono a Brisbane coi genitori e qui si laureano insieme al Queensland College of Art: Michael si laurea in grafica mentre Peter in film e televisione. Durante la loro esperienza scolastica, dirigono vari cortometraggi che partecipano a molti festival locali, ricevendo anche alcuni premi.

## Filmografia

### Registi
- The Big Picture (2000) - cortometraggio
- Undead (2003)
- Daybreakers - L'ultimo vampiro (Daybreakers) (2009)
- Predestination (2014)
- Saw Legacy (Jigsaw) (2017)
- La vedova Winchester (Winchester: The House That Ghosts Built) (2018)

### Sceneggiatori
- The Big Picture, regia di Michael e Peter Spierig (2000) - cortometraggio
- Undead, regia di Michael e Peter Spierig (2003)
- Daybreakers - L'ultimo vampiro (Daybreakers), regia di Michael e Peter Spierig (2009)
- Predestination, regia di Michael e Peter Spierig (2014)
- La vedova Winchester (Winchester: The House That Ghosts Built), regia di Michael e Peter Spierig (2018)

### Produttori
- The Big Picture, regia di Michael e Peter Spierig (2000) - cortometraggio
- Undead, regia di Michael e Peter Spierig (2003)
- Predestination, regia di Michael e Peter Spierig (2014)

### Effetti speciali
- Undead, regia di Michael e Peter Spierig (2003)
- Daybreakers - L'ultimo vampiro (Daybreakers), regia di Michael e Peter Spierig (2009)

### Montaggio
- The Big Picture, regia di Michael e Peter Spierig (2000) - cortometraggio
- Undead, regia di Michael e Peter Spierig (2003)

### Direttori della fotografia
- The Big Picture, regia di Michael e Peter Spierig (2000) - cortometraggio

### Colonna sonora (solo Peter Spierig)
- Bad Moon Rising, regia di Scott Hamilton (2010) - cortometraggio
- Jacob Fights Giants, regia di Janelle Rayner e Simon Toy (2012) - cortometraggio
- Predestination, regia di Michael e Peter Spierig (2014)
- La vedova Winchester (Winchester: The House That Ghosts Built), regia di Michael e Peter Spierig (2018)

### Dipartimento sonoro (solo Peter Spierig)
- Undead, regia di Michael e Peter Spierig (2003)
- Daybreakers - L'ultimo vampiro (Daybreakers), regia di Michael e Peter Spierig (2009)

## Riconoscimenti
- 2015 – Australian Film Institute Award
  - Candidatura per il miglior film per Predestination
  - Candidatura per la miglior regia per Predestination
  - Candidatura per la miglior sceneggiatura non originale per Predestination
- 2014 – Toronto After Dark Film Festival
  - Miglior film di fantascienza per Predestination
  - Miglior sceneggiatura per Predestination
  - Secondo miglior film per Predestination
- 2010 – Australian Film Institute Award
  - Migliori effetti visivi per Daybreakers - L'ultimo vampiro
  - Candidatura per la miglior sceneggiatura originale per Daybreakers - L'ultimo vampiro
- 2003 – Festival internazionale del cinema di Porto
  - Candidatura per il miglior film per Undead
- 2003 – IF Awards
  - Candidatura per il miglior film per Undead
- 2003 – Melbourne International Film Festival
  - Miglior film per Undead
- 2004 – Neuchâtel International Fantasy Film Festival
  - Candidatura per il miglior film fantasy per Undead
- 2003 – Sitges - Festival internazionale del cinema fantastico della Catalogna
  - Candidatura per il miglior film per Undead
- 2009 – Toronto International Film Festival
  - Secondo posto per il Premio del pubblico per Daybreakers - L'ultimo vampiro